# Air New Zealand Cup 2009
Air New Zealand Cup 2009 – czwarta edycja zreformowanych rozgrywek National Provincial Championship, mistrzostw nowozelandzkich prowincji w rugby union, a trzydziesta czwarta ogółem. Zawody odbyły się w dniach 30 lipca – 7 listopada 2009 roku.
Na początku sierpnia 2008 roku została zapropononowana nowa struktura rozgrywek, zakładająca zmniejszenie uczestników do dwunastu, wprowadzenie pełnego systemu kołowego zakończonego fazą pucharową rozpoczynającą się od półfinałów i ewentualny baraż ze zwycięzcą Heartland Championship. Pod koniec września NZRU podjął jednak decyzję o wprowadzeniu pełnej, trzynastokolejkowej fazy grupowej przez kolejne dwie edycje przy utrzymaniu liczby uczestniczących zespołów. Zmiany zostały jednak zapowiedziane na sezon 2011.
Czternaście uczestniczących zespołów rywalizowało zatem systemem kołowym w pierwszej fazie w ramach jednej grupy, następnie czołowa czwórka awansowała do półfinałów. Zwycięzca meczu zyskiwał cztery punkty, za remis przysługiwały dwa punkty, porażka nie była punktowana, a zdobycie przynajmniej czterech przyłożeń lub przegrana nie więcej niż siedmioma punktami premiowana była natomiast punktem bonusowym. W przypadku tej samej liczby punktów przy ustalaniu pozycji w grupie brane były pod uwagę kolejno następujące kryteria: wynik bezpośredniego meczu między zainteresowanymi drużynami, lepsza różnica punktów zdobytych i straconych we wszystkich meczach grupowych, wyższa liczba zdobytych przyłożeń, ostatecznie zaś rzut monetą. Terminarz został ogłoszony w lutym 2009 roku.
Zarówno półfinały, jak i finał były powtórką sprzed roku. Tytuł obroniła drużyna Canterbury, a dla zawodników ze stolicy był to czwarty przegrany finał z rzędu i szósty w ciągu ostatnich siedmiu edycji. Najlepszym zawodnikiem tej edycji został uznany Mike Delany.
Do sędziowania zawodów zaproszeni zostali również arbitrzy spoza Nowej Zelandii – Wayne Barnes, Nathan Pearce czy Andrew Lees. Głównym sędzią finału został Vinny Munro, zaś jego arbitrzy liniowi, Jonathon White i Chris Pollock zostali wyznaczeni do prowadzenia półfinałów.
W maju 2009 roku ponownie rozpoczęto prace nad reformą rozgrywek. NZRU miesiąc później zatwierdził nową strukturę zawodów obejmującą na najwyższym poziomie rozgrywek dziesięć drużyn, a poniżej niej sześciozespołową Dywizję 1. Pomiędzy nimi zaplanowane zostały spadki i awanse, zaś cały sezon składający się z fazy grupowej i pucharowej miałby trwać maksymalnie trzy miesiące. Cztery relegowane do Dywizji 1 zespoły i dwa awansujące z Heartland Championship miały być wyłonione w wyniku zastosowania kryteriów finansowych i sportowych. Wątpliwości dotyczące możliwości finansowych związków z Heartland Championship, które miałyby awansować do wyższej dywizji, oraz proces, którym groziły zespoły zagrożone spadkiem, spowodowały, iż w grudniu 2009 roku NZRU wycofał się z proponowanych zmian pozostawiając ten sam system rozgrywek na kolejny sezon.

## Faza grupowa
| 30 lipca 200919:35 | Tasman | 9:21 | Taranaki | Lansdowne Park, Blenheim |
| 30 lipca 200919:35 |        | 9:21 |          | Lansdowne Park, Blenheim |

| 31 lipca 200919:35 | Bay of Plenty | 19:14 | Northland | Rotorua International Stadium, Rotorua |
| 31 lipca 200919:35 |               | 19:14 |           | Rotorua International Stadium, Rotorua |

| 31 lipca 200919:35 | Wellington | 23:19 | Otago | Westpac Stadium, Wellington |
| 31 lipca 200919:35 |            | 23:19 |       | Westpac Stadium, Wellington |

| 1 sierpnia 200914:35 | Hawke’s Bay | 47:13 | Auckland | McLean Park, Napier |
| 1 sierpnia 200914:35 |             | 47:13 |          | McLean Park, Napier |

| 1 sierpnia 200917:30 | North Harbour | 22:19 | Canterbury | North Harbour Stadium, Auckland |
| 1 sierpnia 200917:30 |               | 22:19 |            | North Harbour Stadium, Auckland |

| 1 sierpnia 200919:35 | Southland | 16:6 | Waikato | Rugby Park Stadium, Invercargill |
| 1 sierpnia 200919:35 |           | 16:6 |         | Rugby Park Stadium, Invercargill |

| 2 sierpnia 200914:35 | Manawatu | 36:31 | Counties Manukau | FMG Stadium, Palmerston North |
| 2 sierpnia 200914:35 |          | 36:31 |                  | FMG Stadium, Palmerston North |

| 6 sierpnia 200919:35 | Northland | 29:16 | Taranaki | North Harbour Stadium, Auckland |
| 6 sierpnia 200919:35 |           | 29:16 |          | North Harbour Stadium, Auckland |

| 7 sierpnia 200919:35 | Otago | 19:26 | Southland | Carisbrook, Dunedin |
| 7 sierpnia 200919:35 |       | 19:26 |           | Carisbrook, Dunedin |

| 7 sierpnia 200919:35 | North Harbour | 15:19 | Tasman | North Harbour Stadium, Auckland |
| 7 sierpnia 200919:35 |               | 15:19 |        | North Harbour Stadium, Auckland |

| 8 sierpnia 200914:35 | Waikato | 30:22 | Manawatu | Waikato Stadium, Hamilton |
| 8 sierpnia 200914:35 |         | 30:22 |          | Waikato Stadium, Hamilton |

| 8 sierpnia 200917:30 | Hawke’s Bay | 13:21 | Wellington | McLean Park, Napier |
| 8 sierpnia 200917:30 |             | 13:21 |            | McLean Park, Napier |

| 8 sierpnia 200919:35 | Auckland | 16:22 | Canterbury | Eden Park, Auckland |
| 8 sierpnia 200919:35 |          | 16:22 |            | Eden Park, Auckland |

| 9 sierpnia 200914:35 | Counties Manukau | 9:32 | Bay of Plenty | Growers Stadium, Pukekohe |
| 9 sierpnia 200914:35 |                  | 9:32 |               | Growers Stadium, Pukekohe |

| 13 sierpnia 200919:35 | Otago | 29:9 | North Harbour | Carisbrook, Dunedin |
| 13 sierpnia 200919:35 |       | 29:9 |               | Carisbrook, Dunedin |

| 14 sierpnia 200919:35 | Canterbury | 46:13 | Waikato | AMI Stadium, Christchurch |
| 14 sierpnia 200919:35 |            | 46:13 |         | AMI Stadium, Christchurch |

| 14 sierpnia 200919:35 | Southland | 23:25 | Manawatu | Rugby Park Stadium, Invercargill |
| 14 sierpnia 200919:35 |           | 23:25 |          | Rugby Park Stadium, Invercargill |

| 15 sierpnia 200914:35 | Northland | 13:32 | Auckland | Kerikeri |
| 15 sierpnia 200914:35 |           | 13:32 |          | Kerikeri |

| 15 sierpnia 200917:30 | Taranaki | 24:24 | Hawke’s Bay | Yarrow Stadium, New Plymouth |
| 15 sierpnia 200917:30 |          | 24:24 |             | Yarrow Stadium, New Plymouth |

| 15 sierpnia 200919:35 | Bay of Plenty | 21:17 | Wellington | Rotorua International Stadium, Rotorua |
| 15 sierpnia 200919:35 |               | 21:17 |            | Rotorua International Stadium, Rotorua |

| 16 sierpnia 200914:35 | Tasman | 51:15 | Counties Manukau | Trafalgar Park, Nelson |
| 16 sierpnia 200914:35 |        | 51:15 |                  | Trafalgar Park, Nelson |

| 20 sierpnia 200919:35 | Manawatu | 19:12 | Otago | FMG Stadium, Palmerston North |
| 20 sierpnia 200919:35 |          | 19:12 |       | FMG Stadium, Palmerston North |

| 21 sierpnia 200919:35 | Southland | 18:9 | Hawke’s Bay | Rugby Park Stadium, Invercargill |
| 21 sierpnia 200919:35 |           | 18:9 |             | Rugby Park Stadium, Invercargill |

| 21 sierpnia 200919:35 | North Harbour | 23:26 | Northland | North Harbour Stadium, Auckland |
| 21 sierpnia 200919:35 |               | 23:26 |           | North Harbour Stadium, Auckland |

| 22 sierpnia 200914:35 | Bay of Plenty | 32:16 | Waikato | Blue Chip Stadium, Mount Maunganui |
| 22 sierpnia 200914:35 |               | 32:16 |         | Blue Chip Stadium, Mount Maunganui |

| 22 sierpnia 200916:30 | Canterbury | 25:21 | Tasman | AMI Stadium, Christchurch |
| 22 sierpnia 200916:30 |            | 25:21 |        | AMI Stadium, Christchurch |

| 22 sierpnia 200918:35 | Wellington | 16:15 | Auckland | Westpac Stadium, Wellington |
| 22 sierpnia 200918:35 |            | 16:15 |          | Westpac Stadium, Wellington |

| 23 sierpnia 200914:35 | Counties Manukau | 33:21 | Taranaki | Growers Stadium, Pukekohe |
| 23 sierpnia 200914:35 |                  | 33:21 |          | Growers Stadium, Pukekohe |

| 27 sierpnia 200919:35 | North Harbour | 22:24 | Southland | North Harbour Stadium, Auckland |
| 27 sierpnia 200919:35 |               | 22:24 |           | North Harbour Stadium, Auckland |

| 28 sierpnia 200919:35 | Northland | 7:29 | Otago | Okara Park, Whangarei |
| 28 sierpnia 200919:35 |           | 7:29 |       | Okara Park, Whangarei |

| 28 sierpnia 200919:35 | Hawke’s Bay | 28:26 | Tasman | McLean Park, Napier |
| 28 sierpnia 200919:35 |             | 28:26 |        | McLean Park, Napier |

| 29 sierpnia 200914:35 | Counties Manukau | 8:30 | Waikato | Growers Stadium, Pukekohe |
| 29 sierpnia 200914:35 |                  | 8:30 |         | Growers Stadium, Pukekohe |

| 29 sierpnia 200917:30 | Manawatu | 10:12 | Taranaki | FMG Stadium, Palmerston North |
| 29 sierpnia 200917:30 |          | 10:12 |          | FMG Stadium, Palmerston North |

| 29 sierpnia 200919:35 | Wellington | 14:36 | Canterbury | Westpac Stadium, Wellington |
| 29 sierpnia 200919:35 |            | 14:36 |            | Westpac Stadium, Wellington |

| 30 sierpnia 200914:35 | Auckland | 29:14 | Bay of Plenty | Eden Park, Auckland |
| 30 sierpnia 200914:35 |          | 29:14 |               | Eden Park, Auckland |

| 3 września 200919:35 | Southland | 15:15 | Northland | Rugby Park Stadium, Invercargill |
| 3 września 200919:35 |           | 15:15 |           | Rugby Park Stadium, Invercargill |

| 4 września 200919:35 | Counties Manukau | 19:62 | Wellington | Growers Stadium, Pukekohe |
| 4 września 200919:35 |                  | 19:62 |            | Growers Stadium, Pukekohe |

| 4 września 200919:35 | Taranaki | 17:13 | North Harbour | Yarrow Stadium, New Plymouth |
| 4 września 200919:35 |          | 17:13 |               | Yarrow Stadium, New Plymouth |

| 5 września 200914:35 | Tasman | 34:15 | Manawatu | Trafalgar Park, Nelson |
| 5 września 200914:35 |        | 34:15 |          | Trafalgar Park, Nelson |

| 5 września 200917:30 | Bay of Plenty | 19:17 | Canterbury | Blue Chip Stadium, Mount Maunganui |
| 5 września 200917:30 |               | 19:17 |            | Blue Chip Stadium, Mount Maunganui |

| 5 września 200919:35 | Waikato | 30:22 | Hawke’s Bay | Waikato Stadium, Hamilton |
| 5 września 200919:35 |         | 30:22 |             | Waikato Stadium, Hamilton |

| 6 września 200914:35 | Otago | 18:22 | Auckland | Carisbrook, Dunedin |
| 6 września 200914:35 |       | 18:22 |          | Carisbrook, Dunedin |

| 10 września 200919:35 | Northland | 21:37 | Counties Manukau | Okara Park, Whangarei |
| 10 września 200919:35 |           | 21:37 |                  | Okara Park, Whangarei |

| 10 września 200919:35 | Taranaki | 29:16 | Wellington | Yarrow Stadium, New Plymouth |
| 10 września 200919:35 |          | 29:16 |            | Yarrow Stadium, New Plymouth |

| 11 września 200919:35 | Tasman | 23:9 | Waikato | Lansdowne Park, Blenheim |
| 11 września 200919:35 |        | 23:9 |         | Lansdowne Park, Blenheim |

| 11 września 200919:35 | Southland | 19:12 | Bay of Plenty | Rugby Park Stadium, Invercargill |
| 11 września 200919:35 |           | 19:12 |               | Rugby Park Stadium, Invercargill |

| 12 września 200914:35 | North Harbour | 17:34 | Hawke’s Bay | North Harbour Stadium, Auckland |
| 12 września 200914:35 |               | 17:34 |             | North Harbour Stadium, Auckland |

| 12 września 200916:35 | Canterbury | 36:16 | Otago | AMI Stadium, Christchurch |
| 12 września 200916:35 |            | 36:16 |       | AMI Stadium, Christchurch |

| 13 września 200914:35 | Auckland | 23:20 | Manawatu | Eden Park, Auckland |
| 13 września 200914:35 |          | 23:20 |          | Eden Park, Auckland |

| 17 września 200919:35 | Counties Manukau | 6:14 | Southland | Growers Stadium, Pukekohe |
| 17 września 200919:35 |                  | 6:14 |           | Growers Stadium, Pukekohe |

| 17 września 200919:35 | Bay of Plenty | 24:13 | Tasman | Blue Chip Stadium, Mount Maunganui |
| 17 września 200919:35 |               | 24:13 |        | Blue Chip Stadium, Mount Maunganui |

| 18 września 200919:35 | Waikato | 23:18 | Wellington | Waikato Stadium, Hamilton |
| 18 września 200919:35 |         | 23:18 |            | Waikato Stadium, Hamilton |

| 18 września 200919:35 | Canterbury | 29:17 | Taranaki | AMI Stadium, Christchurch |
| 18 września 200919:35 |            | 29:17 |          | AMI Stadium, Christchurch |

| 19 września 200914:35 | Auckland | 14:16 | North Harbour | Eden Park, Auckland |
| 19 września 200914:35 |          | 14:16 |               | Eden Park, Auckland |

| 19 września 200916:35 | Hawke’s Bay | 32:10 | Otago | McLean Park, Napier |
| 19 września 200916:35 |             | 32:10 |       | McLean Park, Napier |

| 20 września 200914:35 | Manawatu | 18:25 | Northland | FMG Stadium, Palmerston North |
| 20 września 200914:35 |          | 18:25 |           | FMG Stadium, Palmerston North |

| 24 września 200919:35 | Wellington | 32:13 | Southland | Westpac Stadium, Wellington |
| 24 września 200919:35 |            | 32:13 |           | Westpac Stadium, Wellington |

| 25 września 200919:35 | North Harbour | 28:19 | Counties Manukau | North Harbour Stadium, Auckland |
| 25 września 200919:35 |               | 28:19 |                  | North Harbour Stadium, Auckland |

| 25 września 200919:35 | Taranaki | 14:15 | Waikato | Yarrow Stadium, New Plymouth |
| 25 września 200919:35 |          | 14:15 |         | Yarrow Stadium, New Plymouth |

| 26 września 200914:35 | Canterbury | 31:21 | Northland | AMI Stadium, Christchurch |
| 26 września 200914:35 |            | 31:21 |           | AMI Stadium, Christchurch |

| 26 września 200917:30 | Hawke’s Bay | 35:30 | Manawatu | McLean Park, Napier |
| 26 września 200917:30 |             | 35:30 |          | McLean Park, Napier |

| 26 września 200919:35 | Otago | 26:17 | Bay of Plenty | Carisbrook, Dunedin |
| 26 września 200919:35 |       | 26:17 |               | Carisbrook, Dunedin |

| 27 września 200914:35 | Tasman | 12:8 | Auckland | Trafalgar Park, Nelson |
| 27 września 200914:35 |        | 12:8 |          | Trafalgar Park, Nelson |

| 1 października 200919:35 | Waikato | 33:22 | North Harbour | Waikato Stadium, Hamilton |
| 1 października 200919:35 |         | 33:22 |               | Waikato Stadium, Hamilton |

| 2 października 200919:35 | Bay of Plenty | 19:22 | Hawke’s Bay | Rotorua International Stadium, Rotorua |
| 2 października 200919:35 |               | 19:22 |             | Rotorua International Stadium, Rotorua |

| 2 października 200919:35 | Counties Manukau | 17:28 | Canterbury | Growers Stadium, Pukekohe |
| 2 października 200919:35 |                  | 17:28 |            | Growers Stadium, Pukekohe |

| 3 października 200914:35 | Auckland | 27:13 | Southland | Eden Park, Auckland |
| 3 października 200914:35 |          | 27:13 |           | Eden Park, Auckland |

| 3 października 200917:30 | Wellington | 43:15 | Manawatu | Westpac Stadium, Wellington |
| 3 października 200917:30 |            | 43:15 |          | Westpac Stadium, Wellington |

| 3 października 200919:35 | Taranaki | 38:10 | Otago | Yarrow Stadium, New Plymouth |
| 3 października 200919:35 |          | 38:10 |       | Yarrow Stadium, New Plymouth |

| 4 października 200914:35 | Northland | 16:21 | Tasman | Okara Park, Whangarei |
| 4 października 200914:35 |           | 16:21 |        | Okara Park, Whangarei |

| 8 października 200919:35 | Hawke’s Bay | 54:8 | Counties Manukau | McLean Park, Napier |
| 8 października 200919:35 |             | 54:8 |                  | McLean Park, Napier |

| 9 października 200919:35 | Canterbury | 50:26 | Manawatu | AMI Stadium, Christchurch |
| 9 października 200919:35 |            | 50:26 |          | AMI Stadium, Christchurch |

| 9 października 200919:35 | Taranaki | 0:10 | Auckland | Yarrow Stadium, New Plymouth |
| 9 października 200919:35 |          | 0:10 |          | Yarrow Stadium, New Plymouth |

| 10 października 200914:35 | Otago | 29:35 | Waikato | Carisbrook, Dunedin |
| 10 października 200914:35 |       | 29:35 |         | Carisbrook, Dunedin |

| 10 października 200917:30 | Southland | 41:0 | Tasman | Rugby Park Stadium, Invercargill |
| 10 października 200917:30 |           | 41:0 |        | Rugby Park Stadium, Invercargill |

| 10 października 200919:35 | North Harbour | 28:7 | Bay of Plenty | North Harbour Stadium, Auckland |
| 10 października 200919:35 |               | 28:7 |               | North Harbour Stadium, Auckland |

| 11 października 200914:35 | Northland | 7:41 | Wellington | Okara Park, Whangarei |
| 11 października 200914:35 |           | 7:41 |            | Okara Park, Whangarei |

| 15 października 200919:35 | Hawke’s Bay | 20:27 | Canterbury | McLean Park, Napier |
| 15 października 200919:35 |             | 20:27 |            | McLean Park, Napier |

| 16 października 200919:35 | Southland | 29:13 | Taranaki | Rugby Park Stadium, Invercargill |
| 16 października 200919:35 |           | 29:13 |          | Rugby Park Stadium, Invercargill |

| 16 października 200919:35 | Manawatu | 27:28 | Bay of Plenty | FMG Stadium, Palmerston North |
| 16 października 200919:35 |          | 27:28 |               | FMG Stadium, Palmerston North |

| 17 października 200914:35 | Wellington | 37:13 | North Harbour | Westpac Stadium, Wellington |
| 17 października 200914:35 |            | 37:13 |               | Westpac Stadium, Wellington |

| 17 października 200917:30 | Otago | 21:0 | Tasman | Carisbrook, Dunedin |
| 17 października 200917:30 |       | 21:0 |        | Carisbrook, Dunedin |

| 17 października 200919:35 | Waikato | 27:19 | Northland | Waikato Stadium, Hamilton |
| 17 października 200919:35 |         | 27:19 |           | Waikato Stadium, Hamilton |

| 18 października 200914:35 | Auckland | 37:14 | Counties Manukau | Eden Park, Auckland |
| 18 października 200914:35 |          | 37:14 |                  | Eden Park, Auckland |

| 22 października 200919:35 | Canterbury | 3:9 | Southland | AMI Stadium, Christchurch |
| 22 października 200919:35 |            | 3:9 |           | AMI Stadium, Christchurch |

| 23 października 200919:35 | Northland | 13:32 | Hawke’s Bay | Okara Park, Whangarei |
| 23 października 200919:35 |           | 13:32 |             | Okara Park, Whangarei |

| 23 października 200919:35 | Tasman | 14:22 | Wellington | Lansdowne Park, Blenheim |
| 23 października 200919:35 |        | 14:22 |            | Lansdowne Park, Blenheim |

| 24 października 200914:35 | Manawatu | 42:16 | North Harbour | FMG Stadium, Palmerston North |
| 24 października 200914:35 |          | 42:16 |               | FMG Stadium, Palmerston North |

| 24 października 200917:30 | Otago | 22:19 | Counties Manukau | Carisbrook, Dunedin |
| 24 października 200917:30 |       | 22:19 |                  | Carisbrook, Dunedin |

| 24 października 200919:35 | Waikato | 18:26 | Auckland | Waikato Stadium, Hamilton |
| 24 października 200919:35 |         | 18:26 |          | Waikato Stadium, Hamilton |

| 25 października 200914:35 | Bay of Plenty | 24:30 | Taranaki | Blue Chip Stadium, Mount Maunganui |
| 25 października 200914:35 |               | 24:30 |          | Blue Chip Stadium, Mount Maunganui |

## Faza pucharowa
|  |                      |             |            |                   |    |            |            |       |
|  | Półfinał             | Półfinał    | Półfinał   |                   |    | Finał      | Finał      | Finał |
|  | Półfinał             | Półfinał    | Półfinał   |                   |    | Finał      | Finał      | Finał |
|  | 30 października 2009 |             |            |                   |    |            |            |       |
|  |                      |             |            |                   |    |            |            |       |
|  | Canterbury           | Canterbury  | 20         |                   |    |            |            |       |
|  | Canterbury           | Canterbury  | 20         | 07 listopada 2009 |    |            |            |       |
|  | Hawke’s Bay          | Hawke’s Bay | 3          |                   |    |            |            |       |
|  | Hawke’s Bay          | Hawke’s Bay | 3          |                   |    | Canterbury | Canterbury | 28    |
|  | 31 października 2009 |             |            |                   |    | Canterbury | Canterbury | 28    |
|  |                      |             | Wellington | Wellington        | 20 |            |            |       |
|  | Wellington           | Wellington  | Wellington | Wellington        | 20 | 34         |            |       |
|  | Wellington           | Wellington  |            |                   |    |            |            |       |
|  | Southland            | Southland   | 21         |                   |    |            |            |       |
|  | Southland            | Southland   | 21         |                   |    |            |            |       |

| 30 października 200919:35 | Canterbury | 20:3(12:3) | Hawke’s Bay | AMI Stadium, Christchurch Sędzia: Jonathon White |
| 30 października 200919:35 |            | 20:3(12:3) |             | AMI Stadium, Christchurch Sędzia: Jonathon White |

| 31 października 200919:05 | Wellington | 34:21(19:7) | Southland | Westpac Stadium, Wellington Sędzia: Chris Pollock |
| 31 października 200919:05 |            | 34:21(19:7) |           | Westpac Stadium, Wellington Sędzia: Chris Pollock |

| 7 listopada 200919:35 | Canterbury | 28:20(18:3) | Wellington | AMI Stadium, Christchurch Sędzia: Vinny Munro |
| 7 listopada 200919:35 |            | 28:20(18:3) |            | AMI Stadium, Christchurch Sędzia: Vinny Munro |